# Catch These Vibes
Catch These Vibes è il primo album in studio del rapper statunitense PnB Rock, pubblicato il 17 novembre 2017 dall'Atlantic Records.

## Antefatto
Il 20 settembre 2017, il titolo e la copertina dell'album sono stati rivelati da PnB Rock via Twitter. La tracklist e la data di uscita dell'album sono state rivelate il 27 ottobre 2017, insieme al secondo singolo dell'album.

## Singoli
Il singolo principale dell'album, Feelins, è stato pubblicato il 27 luglio 2017. Il secondo singolo dell'album, Issues, con Russ, è stato pubblicato il 27 ottobre 2017.
Il 10 novembre 2017, Scrub è stato distribuito come singolo promozionale.

## Tracce
1. Friends – 3:47
2. London – 3:24
3. Face – 3:20
4. Scrub – 3:32
5. Lovin' (feat. A Boogie wit da Hoodie) – 3:30
6. Issues (feat. Russ) – 3:52
7. Lowkey (feat. Roy Woods e 24hrs) – 3:20
8. iRun (feat. Lil Yachty) – 4:06
9. TTM (feat. Wiz Khalifa and NGHTMRE) – 3:32
10. WTS – 3:16
11. 3X (feat. Smokepurpp) – 3:27
12. Voicememowav.4 – 2:29
13. Pressure – 3:40
14. Coupe – 2:16
15. Confide (feat. Juicy J) – 2:42
16. 1Day (featuring Ugly God) – 3:08
17. Feelins – 3:41
18. Rewind – 4:01

Durata totale: 61:03